# Jeździectwo na Letnich Igrzyskach Olimpijskich 1936 – WKKW drużynowo
Konkurencja Wszechstronnego Konkursu Konia Wierzchowego drużynowo podczas XI Letnich Igrzysk Olimpijskich została rozegrana w dniach 13 - 16 sierpnia 1936 roku.

## Wyniki
Do wyników WKKW drużynowego zaliczane są wyniki trzech zawodników z danego kraju jakie uzyskali podczas rywalizacji indywidualnej.
| Pozycja | Kraj                                                                               | Koń                                | Wynik                     | Wynik         | Uwagi |
| Pozycja | Kraj                                                                               | Koń                                | ocena indywidualna        | ocena drużyny | Uwagi |
| ------- | ---------------------------------------------------------------------------------- | ---------------------------------- | ------------------------- | ------------- | ----- |
| 1.      | III Rzesza · Ludwig Stubbendorff · Rudolf Lippert · Konrad Freiherr von Wangenheim | Nurmi Fasan Kurfürst               | -37,70 -111,60 -527,35    | -676,65       |       |
| 2.      | Polska · Henryk Leliwa-Roycewicz · Zdzisław Kawecki · Seweryn Kulesza              | Arlekin III Bambino Tóska          | -253,00 -300,70 -438,00   | -991,70       |       |
| 3.      | Wielka Brytania · Alec Scott · Edward Howard-Vyse · Richard Fanshawe               | Bob Clive Blue Steel Bowie Knife   | -117,30 -324,00 -8754,20  | -9195,50      |       |
| 4.      | Czechosłowacja · Václav Procházka · Josef Dobeš · Otomar Bureš                     | Harlekýn Leskov Mirko              | -324,30 -497,70 -18130,70 | -18952,70     |       |
| –       | Stany Zjednoczone · Earl Foster Thomson · Carl Raguse · John Willems               | Jenny Camp Trailolka Slippery Slim | -99,90 -263,70 EL         | DNF           |       |
| –       | Dania · Hans Lunding · Vincens Grandjean · Niels Erik Leschly                      | Jason Grey Friar Wartburg          | -102,20 -104,90 EL        | DNF           |       |
| –       | Węgry · Ágoston Endrödy · Lõrinc Jankovich · István Visy                           | Pandur Irány Legény                | -105,70 -154,30 EL        | DNF           |       |
| –       | Szwajcaria · Mario Mylius · Hans Moser · Pierre Mange                              | Saphir Sergius Pedigree            | -145,00 -490,50 EL        | DNF           |       |
| –       | Bułgaria · Christo Małakcziеw · Pеtyr Angеłow · Todor Sеmow                        | Mageremlek Liquidator Lowak        | -156,80 -292,60 DSQ       | DNF           |       |
| –       | Szwecja · Carl-Adam Stjernswärd · Henri Saint Cyr · Gustaf Nyblæus                 | Altgold Fun Monaster               | -175,60 -625,70 EL        | DNF           |       |
| –       | Japonia · Takeichi Nishi · Manabu Iwahashi · Asanosuke Matsui                      | Ascot Galloping Ghost Shisei       | -177,00 EL EL             | DNF           |       |
| –       | Holandia · Eddy Kahn · Charles Pahud de Mortanges · Christiaan Tonnet              | Espoir Mädel wie Du Herlekijn      | -217,80 EL EL             | DNF           |       |
| –       | Włochy · Dino Ferruzzi · Giuseppe Chiantia · Ranieri, Count Di Campello            | Manola Dardo Inn                   | RT EL EL                  | DNF           |       |
| –       | Francja · Georges Margot · Amaury de la Moussaye · Henri Pernot du Breuil          | Sayda Iroise Boreal                | WD EL RT                  | DNF           |       |